# Kim Stanley
Pour les articles homonymes, voir Stanley.
Kim Stanley est une actrice américaine, née le 11 février 1925 à Tularosa, au Nouveau-Mexique, et morte d'un cancer utérin le 20 août 2001 à Santa Fe (États-Unis).

## Filmographie
- 1958 : La Déesse (The Goddess) : Emily Ann Faulkner
- 1962 : Du silence et des ombres (To Kill a Mockingbird) : Narrator (Scout as an adult) (voix)
- 1964 : Le Rideau de brume (Seance on a Wet Afternoon) : Myra
- 1966 : The Three Sisters : Masha
- 1968 : Flesh and Blood (TV) : Della
- 1969 : U.M.C. (TV) : Joanna Hanson
- 1970 : Dragon Country (TV)
- 1982 : Frances : Lillian Farmer
- 1983 : L'Étoffe des héros (The Right Stuff) : Pancho Barnes
- 1984 : La Chatte sur un toit brûlant (en) (Cat on a Hot Tin Roof) (TV) : Big Mama

## Distinctions
- Emmy Award de la meilleure actrice en 1963 pour Ben Casey.
- Prix de la meilleure actrice, par la National Board of Review en 1964 Le rideau de brume.
- NYFCC Award de la meilleure actrice en 1964 Le rideau de brume.
- Nomination à l'Oscar de la meilleure actrice en 1965 pour Le rideau de brume.
- Nomination au prix de la meilleure actrice étrangère, lors des BAFTA Awards en 1965 pour Le rideau de brume.
- Nomination à l'Oscar du meilleur second rôle féminin en 1983 pour Frances.
- Nomination au Golden Globe du meilleur second rôle féminin en 1983 pour Frances.
- Emmy Award du meilleur second rôle féminin dans un téléfilm en 1985 pour La Chatte sur un toit brûlant.